# Джексон, Джон (астроном)
Джон Джексон (англ. John Jackson; 1887—1958) — английский астроном.

## Биография
Родился в Пейсли (Шотландия), в 1907 окончил университет Глазго, продолжал образование в Тринити-колледже Кембриджского университета. В 1914—1933 работал в Гринвичской обсерватории, в 1933—1950 возглавлял обсерваторию на мысе Доброй Надежды.
Основные труды в области фотографической астрометрии. Обработал и опубликовал наблюдения двойных звёзд, проведённые в Гринвиче в 1893—1919, определил орбиты многих двойных систем. Совместно с Xарольдом Нокс-Шо (англ. Harold Knox-Shaw) обработал наблюдения, выполненные Т. Хорнсби в 1774—1798 в Рэдклиффской обсерватории (Оксфорд), которые были затем использованы для проверки точности современной системы фундаментальных звёзд. В обсерватории на мысе Доброй Надежды руководил программами определения положений и параллаксов звёзд южного неба. В 1935—1950 опубликовал параллаксы около 1600 звёзд, сфотографировал большую часть площадок, в которых измерялись положения звёзд. Получил вторые эпохи для звёзд в зонах от −40 до −52 и определил собственные движения 41 000 звёзд. Участвовал в трёх экспедициях Гринвичской обсерватории для наблюдения полных солнечных затмений (1927, 1929, 1932).

## Награды и звания
Член Лондонского королевского общества (1938) и Южноафриканского королевского общества, его президент в 1949. Президент Королевского астрономического общества (1953—1955).
Золотая медаль Королевского астрономического общества (1952).

## Память
В 1970 г. Международный астрономический союз присвоил имя Джона Джексона кратеру на обратной стороне Луны.